# Hapalidium
Hapalidium Kützing, 1843  é o nome botânico  de um gênero de algas vermelhas pluricelulares da família Hapalidiaceae, subfamília Melobesioideae.

## Sinonímia
Atualmente é sinônimo do gênero:
- Melobesia J.V. Lamouroux, 1812

## Espécies
Apresenta 1 espécie:
- Hapalidium roseolum Kützing, 1843

= Melobesia membranacea (Esper) J.V. Lamouroux, 1812